# Stenasellus pardii
Stenasellus pardii là một loài chân đều trong họ Stenasellidae. Loài này được Lanza miêu tả khoa học năm 1966.